# Lagorchestes asomatus
Lagorchestes asomatus är en pungdjursart som beskrevs av Hedley Herbert Finlayson 1943. Lagorchestes asomatus ingår i släktet harvallabyer och familjen kängurudjur. IUCN kategoriserar arten globalt som utdöd. Inga underarter finns listade.
Pungdjuret levde troligen i västra och norra Australien. Där hittades 1932 en skalle. Obekräftade berättelser om iakttagelser finns fram till 1960-talet. Habitatet var troligen sandiga öknar.